# 1956 في الأرجنتين
فيما يلي قوائم الأحداث التي وقعت خلال عام 1956 في الأرجنتين.

## رياضة
- 22 يناير – جائزة الأرجنتين الكبرى 1956 الفائز لويجي موسو.

## مواليد

### أبريل
- 9 أبريل – ميغيل أنخيل روسو مدرب، ولاعب كرة قدم أرجنتيني.

### أغسطس
- 7 أغسطس – أدريانا فيلاغران لاعبة كرة مضرب أرجنتينية.
- 8 أغسطس – سيسيليا روت ممثلة أرجنتينية.
- 15 أغسطس – روكي ألفارو مدرب، ولاعب كرة قدم أرجنتيني.
- 16 أغسطس – باتريسيو هرنانديز لاعب كرة قدم أرجنتيني.

### سبتمبر
- 21 سبتمبر – سليستي كاربايو

### أكتوبر
- 21 أكتوبر – غوستافو فيريدنيك فيلسوف إسرائيلي.

### نوفمبر
- 10 نوفمبر – خوسيه لويس براون مدرب، ولاعب كرة قدم أرجنتيني.

### ديسمبر
- 9 ديسمبر – أوسكار كاري مدرب، ولاعب كرة قدم أرجنتيني.
- 11 ديسمبر – ريكاردو جوستي لاعب كرة قدم أرجنتيني.

## وفيات

### أكتوبر
- 30 أكتوبر – ماريا تيريسا فيراري (مواليد 1887)